# ヒロイン?聖女?いいえ、オールワークスメイドです（誇）!
『ヒロイン？聖女？いいえ、オールワークスメイドです（誇）！』（ヒロイン せいじょ いいえオールワークスメイドです かっこほこり）は、あてきちによる日本のライトノベル。小説投稿サイト「小説家になろう」「カクヨム」にて2017年2月1日より連載中。2020年3月よりTOブックスから書籍化されている。イラストは雪子。
螢子による漫画版が『ピッコマ』にて2021年3月12日から先行配信され、ニコニコ漫画内の『comicコロナ』（TOブックス）にて同年5月10日より連載中。2022年4月以降は『コロナEX』開設に伴い、最新話更新が移籍している。
その他のメディアミックスとしてオーディオブック化がなされており、テレビアニメ化も発表されている。

## あらすじ
ここは乙女ゲーム「銀の聖女と五つの誓い」の世界。転生者のメロディ・ウェーブはこの世界のヒロイン聖女になる運命であったが、彼女はゲームについて何も知らず、最強のメイドになること以外に興味がなかった。やがて、ギルドでルトルバーグ伯爵家がメイドを募集していることを知り、邸宅の一人娘であるルシアナ・ルトルバーグに仕えるようになる。メロディは最強無敵な魔法を扱えるチートキャラであるにもかかわらず、そのことを自覚しておらずスキルをメイドの仕事に全振りする。ヒロインが現れないこの世界は果たしてどうなるのか？

## 登場人物
メロディ・ウェーブ
声 - 宮本侑芽
転生者。ルトルバーグ伯爵家のメイドとして、メイドを務めることに何よりも喜びを感じている。乙女ゲーム『銀の聖女と五つの誓い』の世界のヒロインとして高難度の魔法スキルを持っているが本人はまったく自覚していない。レギンバース伯爵家の娘であるが、メイドになる夢には邪魔である考え父親から離れている。「メロディ・ウェーブ」は、今世の父親から隠れるために名乗っている仮名。前世の名は「瑞波律子」、今世の本名は「セレスティ・マクマーデン」。
ルシアナ・ルトルバーグ
声 - 大久保瑠美
メロディが勤めるルトルバーグ伯爵家の令嬢。メロディをメイドとして雇うことにした。明るい性格であり、メロディとは仲がよい。ゲーム内の設定は「中ボス」であるがメロディを雇った事で運命が一変した。
クリストファー・フォン・テオラス
テオラス王国の王太子。メロディと同じ転生者。ゲームでの設定は「第1攻略対象者」。
マクスウェル・リクレントス
テオラス王国宰相ジオラック・リクレントス侯爵の長子。ゲームでの設定は「第2攻略対象者」。
レクティアス・フロード
宰相補佐ジオラック・レギンバース伯爵の執事での騎士。ゲームでの設定は「第3攻略対象者」。
ビューク・キッシェル
ルトルバーグ家のサーヴァント。帝国の横暴によって奴隷になり、のちに魔王に憑依され操られる。「第４攻略対象者」。
グレイル
魔王が宿った子犬。メロディに拾われ飼われる。
クラウド・レギンバース伯爵
レギンバス伯爵家の当主であり、メロディの実父。メイドの仕事に邁進するメロディとは理解し合えない存在。

## 既刊一覧

### 小説
- あてきち（著）・雪子（イラスト） 『ヒロイン？聖女？いいえ、オールワークスメイドです（誇）！』 TOブックス、既刊7巻（2025年5月15日現在）
  1. 2020年3月10日発売[8]、ISBN 978-4-86472-938-3
  2. 2021年2月20日発売[9]、ISBN 978-4-86699-129-0
  3. 2023年9月20日発売[10]、ISBN 978-4-86699-950-0
  4. 2024年1月15日発売[11]、ISBN 978-4-86794-046-4
  5. 2024年5月15日発売[12]、ISBN 978-4-86794-181-2
  6. 2024年10月1日発売[13]、ISBN 978-4-86794-324-3
  7. 2025年5月15日発売[14]、ISBN 978-4-86794-571-1

### 漫画
- あてきち（原作）・螢子（漫画）・雪子（キャラクター原案） 『ヒロイン？聖女？いいえ、オールワークスメイドです（誇）！＠COMIC』 TOブックス〈コロナ・コミックス〉、既刊6巻（2025年5月15日現在）
  1. 2021年7月15日発売[15]、ISBN 978-4-86699-272-3
  2. 2022年3月15日発売[16]、ISBN 978-4-86699-478-9
  3. 2022年11月15日発売[17]、ISBN 978-4-86699-709-4
  4. 2024年1月15日発売[18]、ISBN 978-4-86794-052-5
  5. 2024年10月1日発売[19]、ISBN 978-4-86794-320-5
  6. 2025年5月15日発売[20]、ISBN 978-4-86794-563-6

## テレビアニメ
2025年5月に制作が発表された。

### スタッフ
- 原作 - あてきち[7]
- 原作イラスト - 雪子[7]
- 漫画 - 螢子[7]
- アニメーション制作 - EMTスクエアード[7]